# بژشچیه نووه
بژشچیه نووه (به لهستانی:  Brzeście Nowe) یک روستا در لهستان است که در گمینا بابوشوو واقع شده‌است.